# النقد التكويني
النقد التكويني، أو التوليدي، أو الجيني (la critique génétique)، منهج يدرس مراحل تكوين النص الأدبي قبل طباعته وتحوله إلى مُنتج فكري وثقافي جماهيري.

## موضوع النقد التكويني
يهتم هذا المنهج النقدي بما قبل النص، جذور تكوينه من مصادر التأثر، المسودات، الوثائق التي ساهمت في تكوينه، التحرير والتنقيح، حوارات ورسائل ونصوص أخرى متعلقة به وتسهم في رصد التحولات التي طرأت على النص الأدبي أثناء انتقاله من حالة المخطوط إلى نص مطبوع.

## هدف النقد التكويني
دراسة عملية الإبداع وأسرار الظاهرة الأدبية، في تشكّلها وصراعها. وإظهار قوانين العمل الذهنية والنفسية والاجتماعية التي تُنتج النص.

## وصلات خارجية
النقد التكويني